# Пляж Превелі
Пляж Превелі (грец. Πρέβελη, також Пальмовий пляж) — піщано-гальковий пляж і лагуна, що розташовані нижче однойменного монастиря, в гирлі ущелини Курталіотіко, по якому тече річка Мегалопотамос, в 35 км від Ретимно. Через річку температура морської води в районі Превелі трохи нижче, ніж на інших районах острова. Отримав назву по монастирю Превелі. За пляжем знаходиться велика галявина фінікових пальм Теофраста (Phoenix theophrasti), другий за площею пальмовий ліс на Криті. Пляж регулярно обслуговується туристичними човнами з сусіднього курорту Плакьяс (Πλακιάς).
«Фірмовий» знак пляжу (крім основного — пальмового лісу) — самотня скеля в морі у вигляді серця.
22 серпня 2010 року, велика частина пальмового гаю була зруйнована в результаті пожежі, але вже в 2011 році вона швидко і природно регенерувалася. У сезонах 2011—2012 років доступ в гай був частково закритий, але сам пляж був доступний.
Туристична інфраструктура тут не особливо розвинена в зв'язку з тим, що район, в якому знаходиться пляж Превелі, включений в європейську програму по захисту природної краси і екології Natura 2000, із послуг тут представлені лише кафе та прокат катамаранів і човнів. Безпосередньо до пляжу під'їзду немає, до нього треба спускатися.

## Галерея

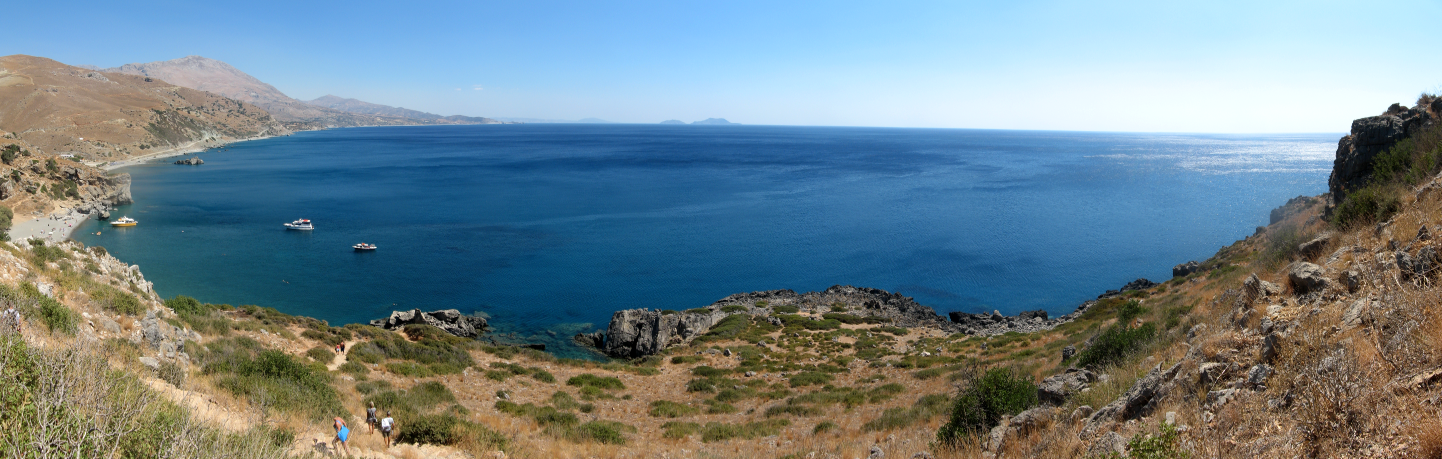
Панорама Превелі
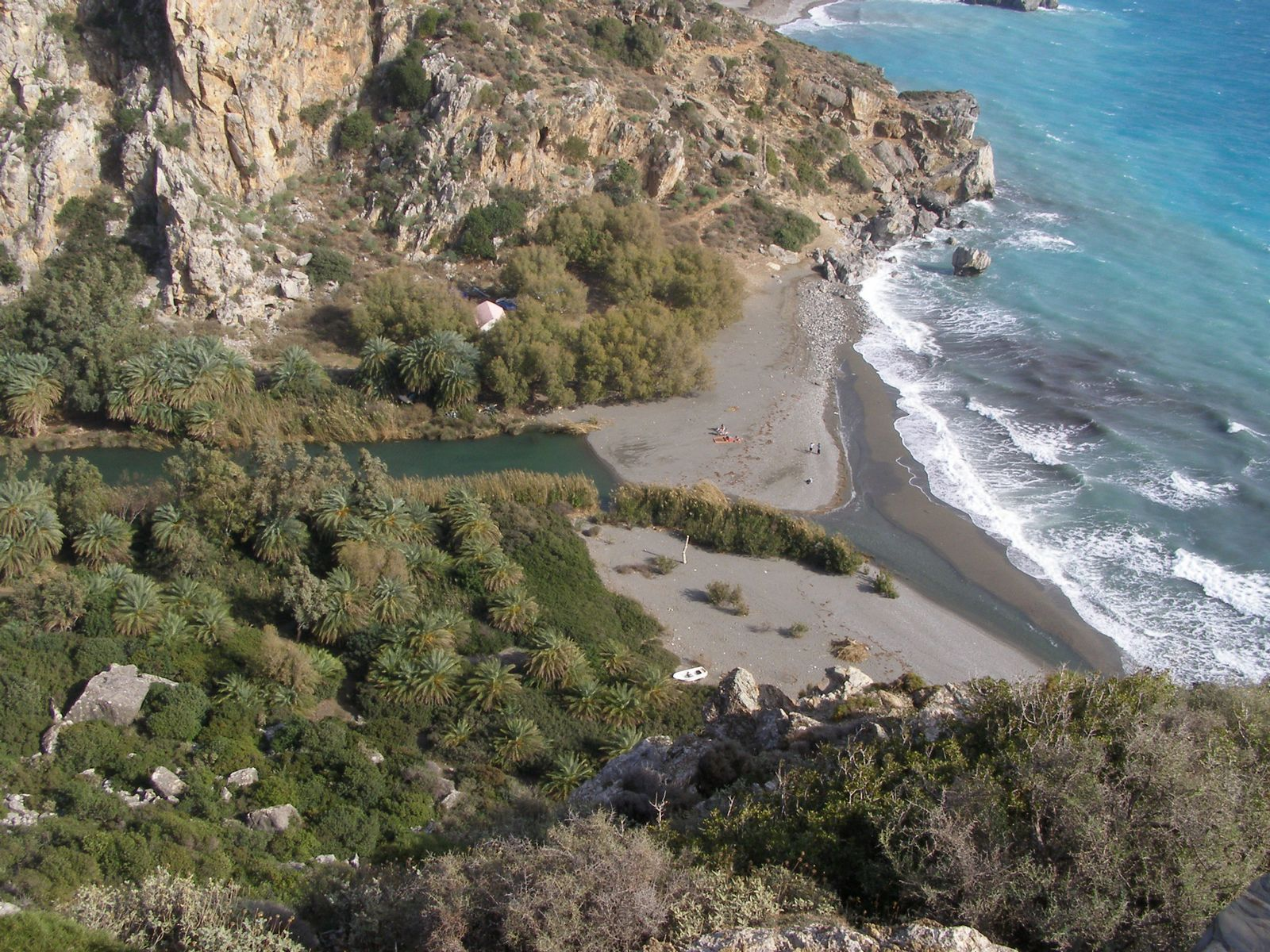
Превелі до пожежі 2010 року
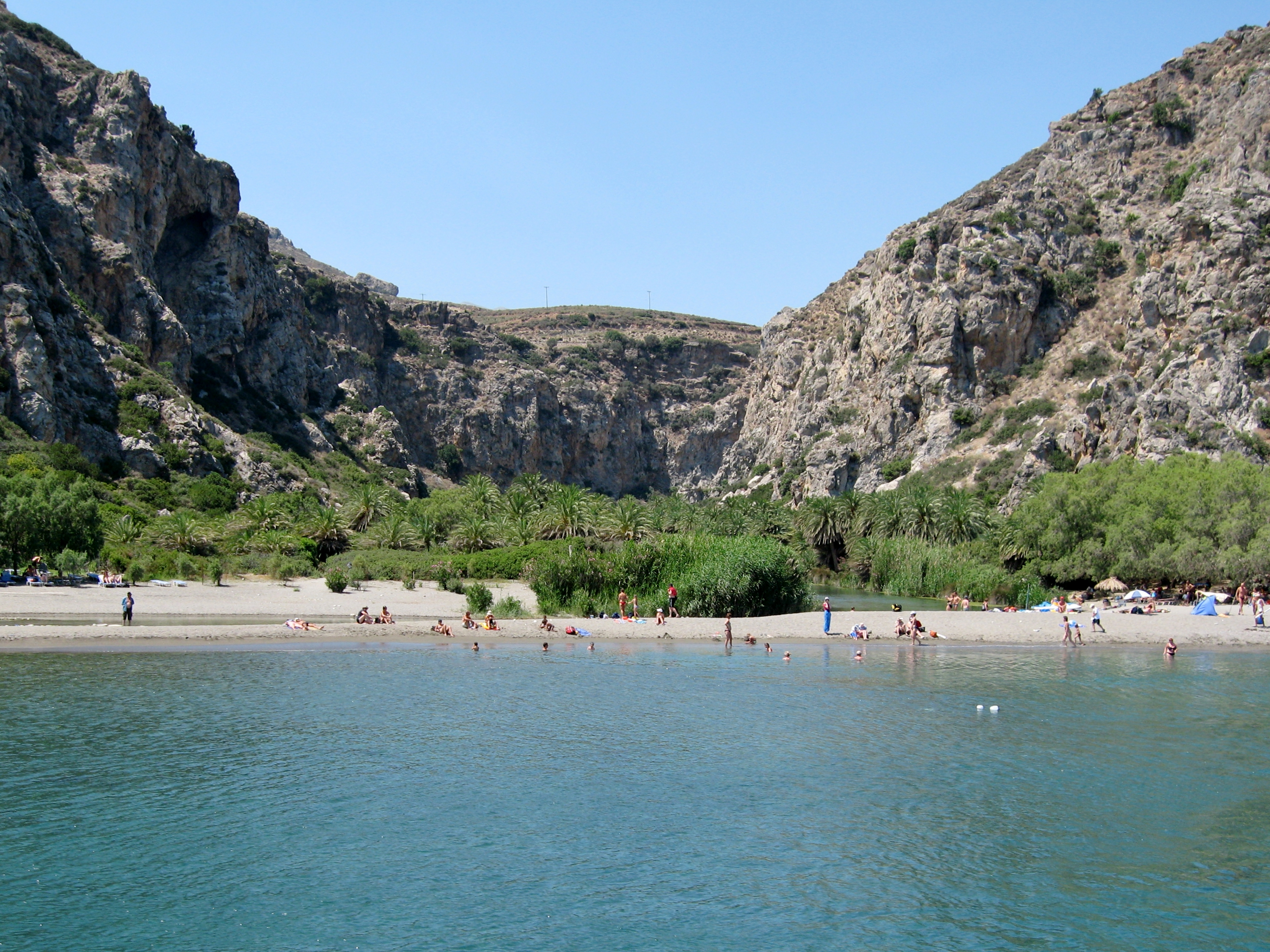
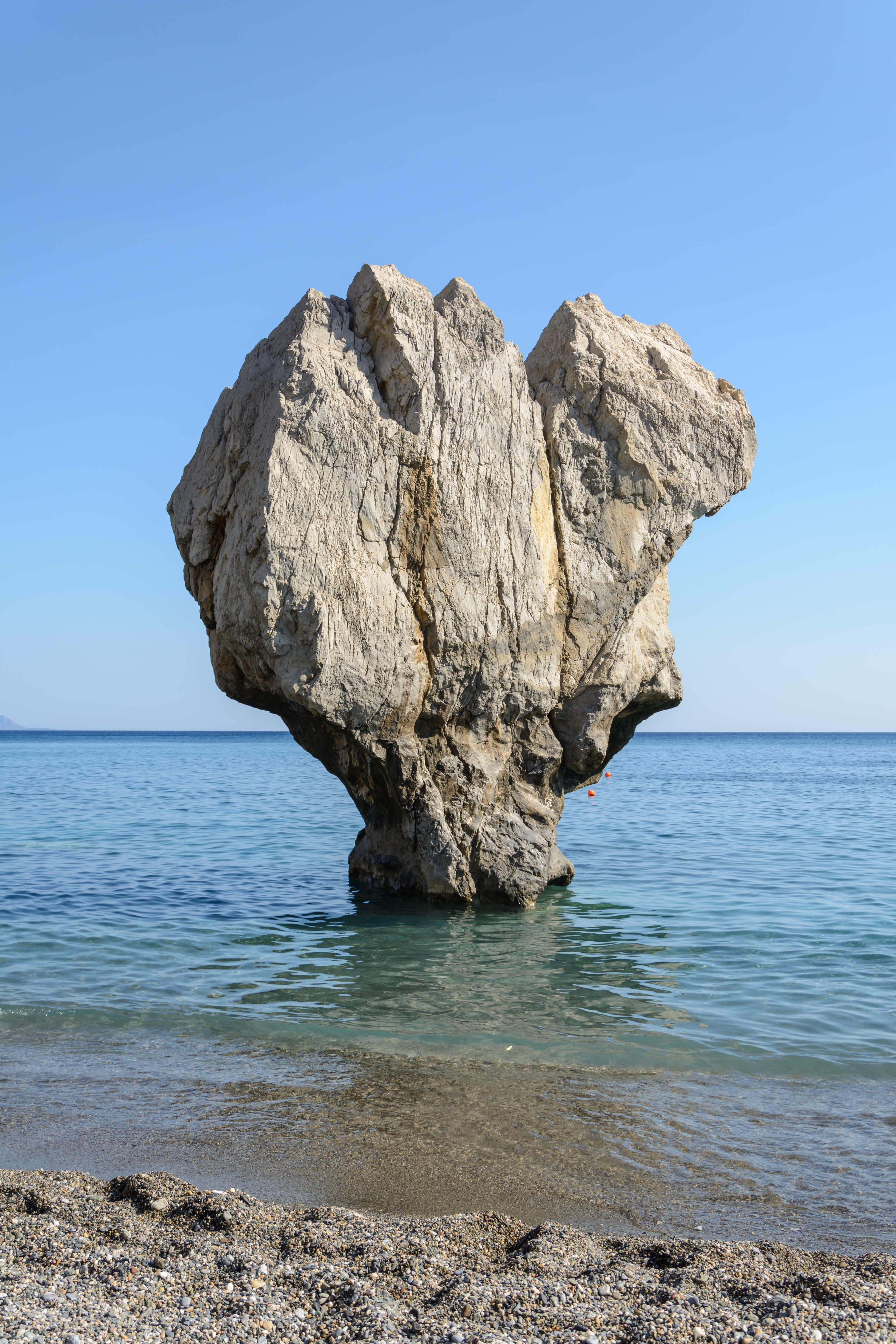
Скала-серце